# Diaspidiotus ehrhorni
Diaspidiotus ehrhorni är en insektsart som först beskrevs av William Higgins Coleman 1903.  Diaspidiotus ehrhorni ingår i släktet Diaspidiotus och familjen pansarsköldlöss. Inga underarter finns listade i Catalogue of Life.